# Nampa (Alberta)
Nampa es un pueblo canadiense situado en la provincia de Alberta.

## Superficie
Nampa tiene una superficie de 1,69 km².

## Demografía
En 2021, tenía 367 habitantes, una densidad poblacional de 217,5 hab./km², y 189 viviendas.